# 无甾醇枝原体属
无甾醇枝原体属为厌氧原体科的一属细菌。该属的模式种为厌氧无甾醇枝原体（Asteroleplasma anaerobium）。

## 下属物种
本属包括以下物种：
- 厌氧无甾醇枝原体 Asteroleplasma anaerobium Robinson and Freundt, 1987